# Hoàng Văn Toản
Hoàng Văn Toản (Lạng Sơn, 1 de abril de 2001) es un futbolista vietnamita que juega en la demarcación de centrocampista para el Cong An Ha Noi FC de la V.League 1.

## Selección nacional
Tras jugar en varias categorías inferiores de la selección, finalmente hizo su debut con la selección absoluta de Vietnam el 20 de junio de 2023 en un encuentro amistoso contra Siria que finalizó con un resultado de 1-0 a favor del combinado vietnamita tras un gol de Phạm Tuấn Hải.

## Clubes
| Club              | País    | Año   | Partidos | Goles |
| ----------------- | ------- | ----- | -------- | ----- |
| Cong An Ha Noi FC | Vietnam | 2021- | 65       | 1     |